# Planalto de Carabaque
O Planalto de Carabaque (em azeri:   Qarabağ yaylası; em armênio/arménio:   Ղարաբաղի բարձրավանդակ translit.: Gharabaghi bardzravandak) é um planalto vulcânico do Cáucaso Menor, na Arménia e Azerbaijão (na república autoproclamada de Artsaque). Estende-se do sul da cordilheira Murovdag até à cordilheira de Sevã Oriental. (A Grande Enciclopédia Soviética localiza-o (Карабахское нагорье) entre as montanhas Zanguezur e a cordilheira de Carabaque.) O rio Hakari (Akera, Akari, afluente pela margem esquerda do  rio Aras) separa-o da cordilheira Karabakh. O seu ponto mais alto é o Dəlidağ (3616 m). Tem uma série de vulcões extintos, sendo o mais alto o Qızılboğaz (3581 m).